# شعب بن هادي
شعب بن هادي هي إحدى قرى عزلة القارة بمديرية رصد التابعة لمحافظة أبين، بلغ تعداد سكانها 50 نسمة حسب تعداد اليمن لعام 2004.